# Игнатьев, Владимир Иванович
Владимир Иванович Игнатьев — советский хозяйственный, государственный и политический деятель, Герой Социалистического Труда.

## Биография
Родился в 1937 году на территории современной Винницкой области. Член КПСС.
С 1953 года — на хозяйственной, общественной и политической работе. В 1953—1997 гг. — рабочий на одной из шахт Красноармейска Сталинской области, военнослужащий Советской Армии, горняк, откатчик, крепильщик, проходчик, рабочий очистного забоя бригадир горнорабочих очистного забоя шахты «Краснолиманская» имени 50-летия Великой Октябрьской социалистической революции производственного объединения «Красноармейскуголь» Министерства угольной промышленности Украинской ССР.
За большой личный вклад в дело увеличения добычи и переработки угля был в составе коллектива удостоен Государственной премии СССР 1982 года.
Указом Президиума Верховного Совета СССР от 28 марта 1985 года за достижение выдающихся успехов в увеличении добычи угля, большой личный вклад в развитие движения за эффективное использование горной техники и проявленный трудовой героизм присвоено звание Героя Социалистического Труда с вручением ордена Ленина и золотой медали «Серп и Молот».
Живёт в Красноармейске.

## Память, отражение в культуре и искусстве
- документальный фильм "Зажги свою звезду" (СССР, 1986, режиссер А. Слесаренко) - о истории стахановского движения в угледобывающей отрасли СССР и достижениях передовой бригады Героя Социалистического Труда Владимира Ивановича Игнатьева[1]